# Inari (Finlandia)
Inari (Aanaar nel sami di Inari, Anár nel sami settentrionale, Aanar in sami skolt, Enare in svedese) è un comune finlandese di 7047 abitanti, situato nella regione della Lapponia.
Il comune d'Inari confina a sud-est con i comuni di Enontekiö e Kittilä, a sud con Sodankylä, a nord con Utsjoki. Inoltre, il comune confina sia a ovest che est, con la Norvegia, sempre a est il comune confina con l'oblast' di Murmansk in Russia. Inari è il paese più importante come zona di allevamento delle renne.

## Popolazione
Il comune ha 6 881 abitanti, i Sami si aggirano intorno ai 2 150 (nel 2003) tra cui i parlanti di Sami come loro lingua madre sono 406 (5,9% nel 2007). Inari è il solo comune finlandese in cui sono parlate quattro lingue: finlandese, sami di Inari (parlato da 900 persone), sami skolt (600) e sami settentrionale (700).
La popolazione si concentra in gran parte intorno al lago Inari, sulle cui sponde sorgono i principali agglomerati urbani dei villaggi di Ivalo e Inari. La parte restante del territorio comunale è in larga misura quasi disabitata. Ad Inari si trova parte del più grande parco nazionale della Finlandia, il Parco Nazionale Lemmenjoki, così come del Parco Nazionale Urho Kekkonen e grandi aree selvagge come quelle di Hammastunturi, Muotkatunturi, Paistunturi, Kaldoaivi, Vätsäri, Tsarmitunturi e Kessin.

## Geografia fisica

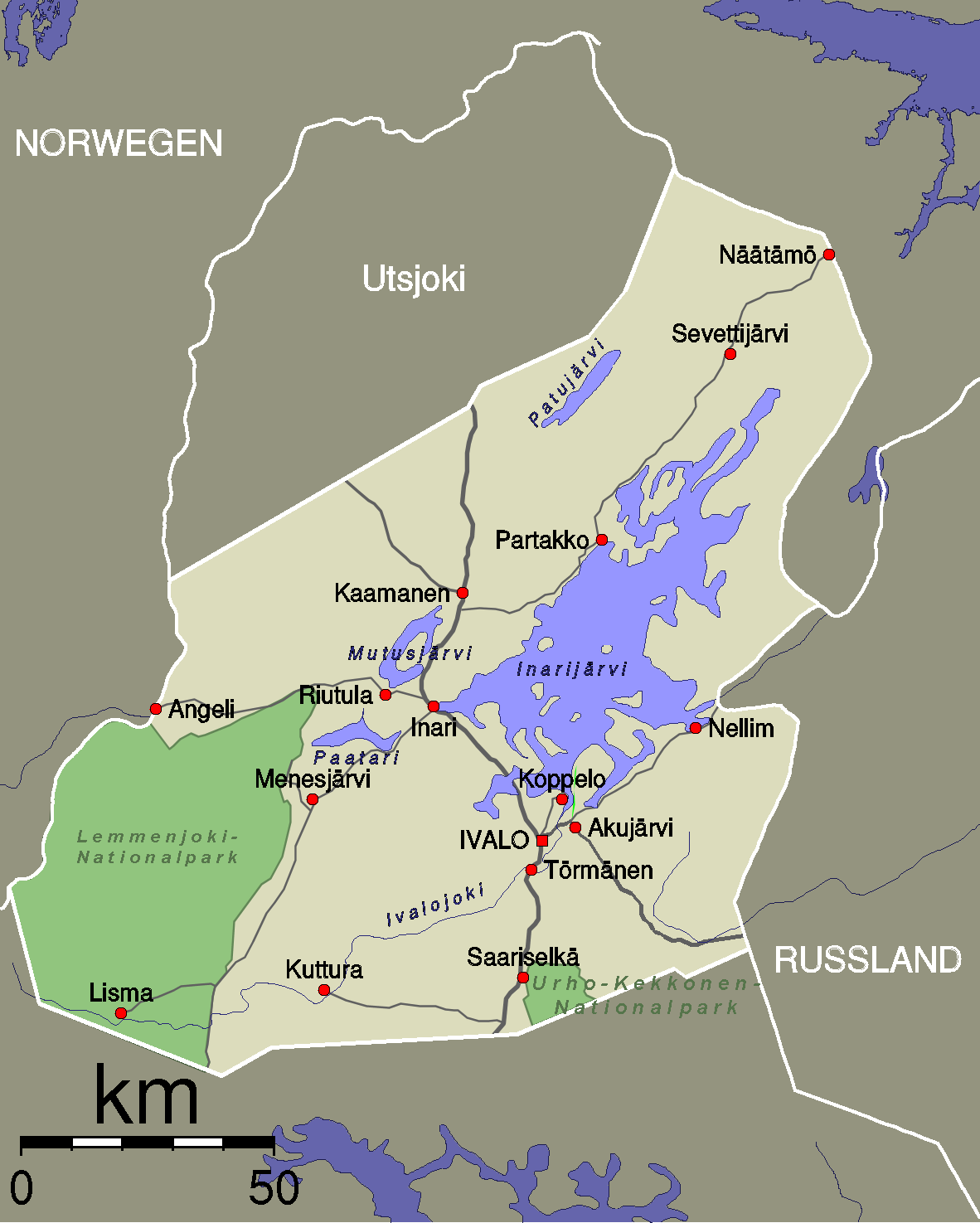
Mappa del comune d'Inari

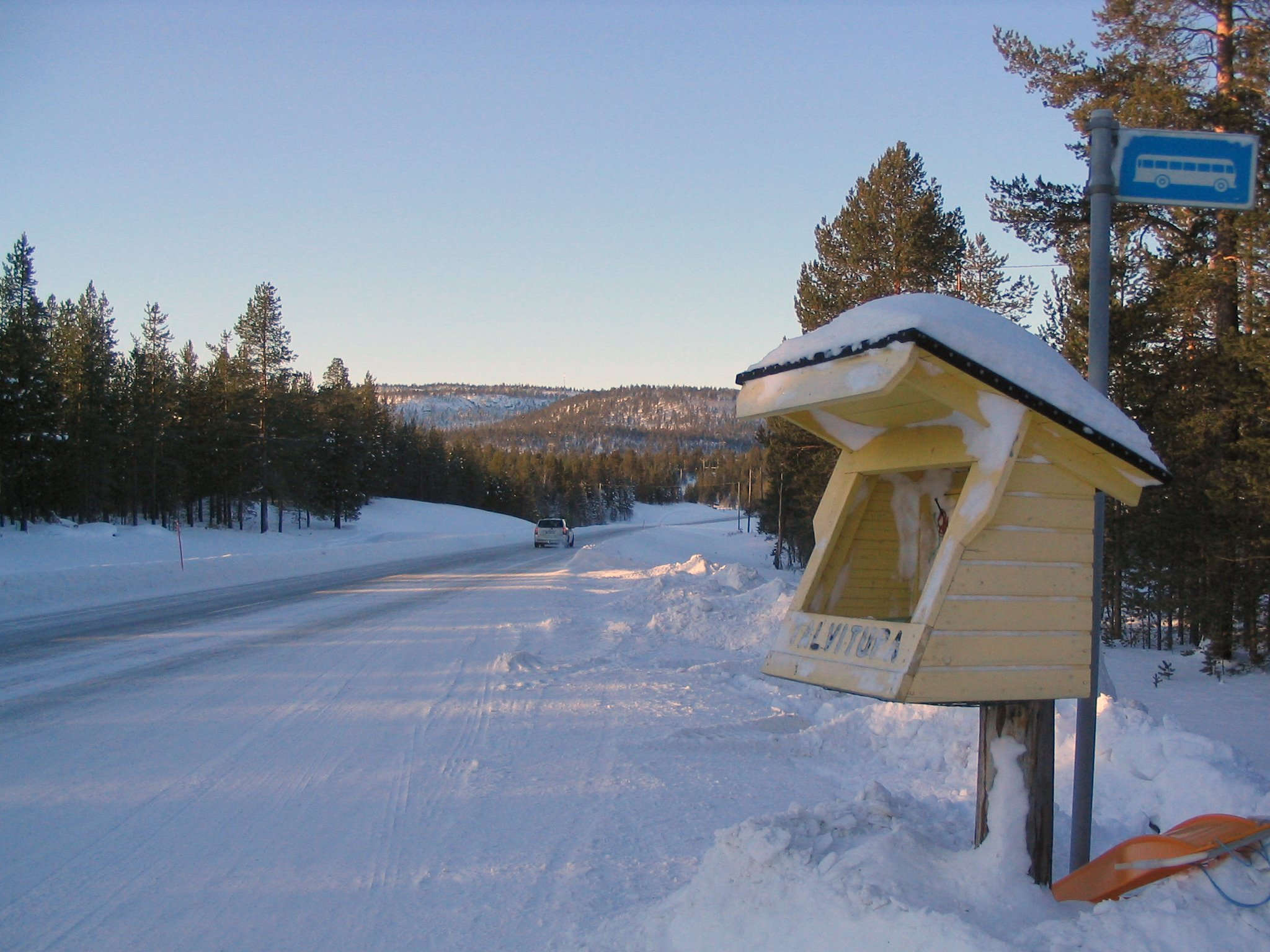
Casella postale lungo una delle linee d'autobus che collegano i vari villaggi

Inari è il comune più grande della Finlandia per estensione territoriale, circa il 5% della superficie del territorio nazionale. Il comune si estende su una superficie di 17333,89 km², di cui 2281,51 km² occupati dall'acqua.
Il comune d'Inari ha una superficie più grande delle regioni di Varsinais-Suomi e quella di Uusimaa combinate assieme. Tutto il comune può essere inscritto in un poligono la cui la lunghezza dei lati in linea d'aria è di 130 km (il confine settentrionale), 90 km (confine orientale), 140 km (confine meridionale) e 75 km (confine occidentale).
Nel territorio comunale è situato il lago Inari, il terzo lago più grande della Finlandia (1043 km²), solo 40 km² più piccolo del lago Päijännettä.
Geograficamente il comune d'Inari è suddiviso in tre parti: l'Outa-Lappiin, l'Inarin järvimaahan e il Taka-Lapin tunturimaahan.

## Storia

### Primi insediamenti
Il primo insediamento umano nella regione di Inari si ha dopo il ritiro dei ghiacciai, alla fine degli ultimi anni dello scioglimento. Le più antiche tracce di insediamento risalgono al periodo tra l'8000 a.C. al 7000 a.C. I primi coloni erano membri della cultura Komsa, proveniente dalla costa del Mare Glaciale Artico. Più tardi, durante l'età della pietra anche persone emigrate dall'attuale Svezia settentrionale e dalla costa del Mar Bianco. Da questa miscelazione tra le popolazioni dell'età della pietra e quelle ugro-finniche immigrate dal III millennio a.C. è nata la popolazione Sami della Lapponia. In Inari fino al XX secolo la popolazione Sami rimase prevalente.
La cultura degli indigeni d'Inari era ed è diversa da quella dei Sami del nord in Lapponia, in quanto essi non praticavano l'allevamento delle renne, ma vivevano di caccia e pesca. Il loro stile di vita era stagionale: trascorrevano l'inverno in un villaggio andando a caccia di renne selvatiche nella foresta, invece in estate si dedicavano alla pesca e alla raccolta di bacche.
Gli abitanti di un villaggio invernale costituivano un gruppo che aveva il diritto di possedere ed utilizzare un determinato territorio. Nel caso degli Inari corrispondeva alla zona attorno al villaggio nell'odierno territorio comunale. Il paese rimase Sami anche nelle sue vicende giudiziarie. In Inari la giurisdizione dei Sami rimase in vigore fino al 1823. Tra i Sami di Inari nel Medioevo ci fu un vivace scambio di contatti con i Pomori sulla costa russa del Mar Bianco, i Birkarls sul Mar Baltico e i porti sul Mare del Nord della lega anseatica.

### Dominazione svedese e russa
Con lo sviluppo della Lapponia nel tardo Medioevo Inari si trovava al centro delle mire di Impero svedese, Norvegia e Impero russo. La prima menzione scritta su Inari proviene da un atto del grande principe di Mosca Basilio III sulla tassazione della Lapponia nel 1517. Nel 1595 fu stabilito il confine russo-svedese che fu poi nuovamente confermato nella Pace di Teusina nel 1617 e poi nella Pace di Stolbowo.
Esso era a est di Inarijärvi, oggi vicino al confine. Praticamente la zona è rimasta più o meno abbandonata, lo Stato si limitava principalmente alla riscossione delle imposte. Inari fino al 1751 venne tassato da Svezia, Norvegia e Russia. Nel corso del XVI secolo, si convertirono i primi abitanti d'Inari di fede cristiana. In un elenco fiscale svedese del 1570 sei dei diciassette contribuenti avevano un nome cristiano. La cristianizzazione di Inari si completò nel XVII secolo. Nel 1630 il sacerdote Pictorius convertì gli Inari al cristianesimo. Nel 1646 venne costruita la prima chiesa a Pielpajärvi.
Dal XVIII secolo l'allevamento sedentario iniziò a sostituire la cultura e lo stile di vita successivo. La prima fattoria a Inari venne fondata nel 1740 da Johan Nilsson Aikio. Dalla metà del XVIII secolo alcuni si stabilirono nel villaggio finlandese di Neusiedler Kyro, oggi Ivalo. Nel XIX secolo la caccia intensiva alle renne selvatiche nella foresta iniziò a calare, lasciando importanza al nuovo settore della zootecnica. Allo stesso tempo lo stato cercò attraverso riduzioni fiscali d'incentivare questo trend. Così ad Inari nacquero nuove fattorie, soprattutto dal 1830. In totale, vennero fondate 121 fattorie agricole, di cui quasi tre quarti da sami e oltre un quarto da finlandesi.
Quando la Svezia nel 1809 firmò il trattato di Fredrikshamn il territorio attualmente finlandese passò alla Russia, e Inari divenne parte del neo costituito Granducato di Finlandia. Quando nel 1852 e 1889 i confini russo-norvegese e russo-svedese vennero chiusi, la vita dei nomadi della Lapponia settentrionale non fu più come prima: non potendo più andare con le loro mandrie sulla costa del Mare Glaciale Artico e nelle loro aree di pascolo a sud, i sami d'Inari abbandonarono l'allevamento nomade delle renne e di altri pochi animali. Di conseguenza, anche presso Inari, solo in pochi continuarono l'allevamento nomade come principale occupazione.

### Dopo l'indipendenza della Finlandia
Dopo la dichiarazione d'indipendenza finlandese nel 1917, Inari divenne parte della Repubblica indipendente della Finlandia. Da questo momento in poi, i Sami non ebbero più la maggioranza della popolazione ad Inari. Nel 1920, circa duecento sami furono vittime dell'influenza spagnola, invertendo il rapporto di maggioranza in favore dei finlandesi. Con la Pace di Tartu, nel 1920 la Finlandia ottenne dalla Russia sovietica la zona di Petsamo (Pečenga), che diventò parte integrante del comune d'Inari, ottenendo quindi l'accesso al Mar Glaciale Artico. Nel 1931, la strada per l'Oceano Artico da Rovaniemi a Ivalo portò alla creazione di un collegamento stradale continuo per Petsamo. Il villaggio di Ivalo beneficiò dalla sua posizione lungo la strada dell'oceano superando ben presto il vecchio villaggio d'Inari.
Durante la Guerra di continuazione dal 1941 al 1944 la Finlandia, nella cosiddetta fraternità delle armi con la Germania contro l'Unione Sovietica, combatté presso Enontekiö così come in tutta la Finlandia settentrionale nell'ambito delle operazioni della Wehrmacht. I tedeschi si spostarono a sud di Inari costruendo una linea di difesa per la protezione di Ivalo, insieme alla linea difensiva Sturmbock-Stellung nel nord-ovest della Lapponia, occupando i porti norvegesi della Lapponia artica e proteggendo Petsamo.
Quando la Finlandia firmò, il 4 settembre 1944, l'armistizio di Mosca con l'Unione Sovietica, in cui si impegnava a cacciare le truppe tedesche dal paese, scoppiò la breve guerra di Lapponia tra tedeschi e finlandesi. La popolazione di Inari venne evacuata ad Ylivieska nell'Ostrobotnia settentrionale. Le truppe della Wehrmacht indietreggiarono dopo una breve battaglia utilizzando la tattica della terra bruciata, che mirò alla distruzione d'Inari.
Con il "cessate il fuoco" di Mosca, la Finlandia dovette lasciare Petsamo all'Unione Sovietica. I residenti vennero evacuati a Skoltsamen, ritornando ad Inari dopo la guerra. Con il Trattato di Parigi del 1947, la Finlandia dovette pagare pesanti risarcimenti all'Unione Sovietica, cedendole anche l'ulteriore zona di Jäniskoski-Niskakoski. Questa area grande 176 km² nella zona est di Inari, praticamente disabitata, fu voluta dall'Unione Sovietica a causa della presenza di una centrale idroelettrica lungo il fiume Paatsjoki.

## Politica

### Amministrazione
Come in tutte le aree rurali della Finlandia, anche ad Inari il Partito di Centro è la forza politica più forte. Nelle elezioni comunali del 2008 ha ricevuto quasi un terzo dei voti, e nelle elezioni parlamentari del 2007, anche più della metà dei voti.
In sede di Consiglio, la più alta autorità decisionale in materie locali, ha una rappresentanza di otto deputati su ventisette. Il secondo gruppo più numeroso è la Lista Comune degli Indipendenti di Inari (Inarin sitoutumattomien yhteislista) con sette deputati. L'Alleanza è rimasta, come al solito, in Lapponia, fortemente rappresentata con cinque posti nel consiglio. Il Partito di Coalizione Nazionale ed il Partito Socialdemocratico, tra i primi tre grandi partiti del paese, in Inari giocano un ruolo minore con quattro o due seggi al Consiglio. Anche il governo centrale viene rappresentato in seno al consiglio comunale con un deputato dei Verdi.
| Partiti                              | Risultati elettorali 2008 | Seggi |
| ------------------------------------ | ------------------------- | ----- |
| Partito di Centro Finlandese         | 28,7 %                    | 8     |
| Liste degli indipendenti Inari       | 22,6 %                    | 7     |
| Alleanza di Sinistra                 | 16,0 %                    | 5     |
| Partito di Coalizione Nazionale      | 15,7 %                    | 4     |
| Partito Socialdemocratico Finlandese | 8,8 %                     | 2     |
| Lega Verde                           | 5,3 %                     | 1     |

### Stemma
Lo stemma di Inari venne disegnato nel 1955 da Ahti Hammar. Esso mostra un salmone d'argento con palchi di renna dorati in campo nero.

### Gemellaggi
- Sør-Varanger
- Kola

## Villaggi
Il comune è stato creato nel 1876.
All'interno di Inari sono presenti i villaggi di Ivalo, Inari, Törmänen, Akujärvi, Keväjärvi, Koppelo, Sevettijärvi-Näätämö, Saariselän alue, Nellimön alue, Angeli, Kaamanen, Kuttura, Lisma, Partakko e Riutula.
Nel comune di Inari i principali agglomerati urbani sono il villaggio di Inari, (pohjoissaameksi Avvil, koltansaameksi ´vvel) con 3 998 abitanti, e Ivalo, con 1 128 abitanti.

## Linee di Comunicazione
Inari è in contatto, tramite una linea d'autobus, con Oulu e Rovaniemi, così come la propria linea di autobus in Lapponia.
Nel sud del comune sorge l'aeroporto di Ivalo, l'aeroporto più a nord della Finlandia. La compagnia aerea Finnair vola da Helsinki a Ivalo tre volte al giorno. Inoltre, vi sono effettuati ogni anno voli turistici.
All'interno di Inari passa la strada europea E75, la strada statale 4, la strada regionale 955 e la strada di collegamento 9553.

## Attrazioni
I villaggi urbani sommati al comune di Inari, conosciuti per una serie di nomi di luoghi in diversi contesti (turismo, eventi, storia), comprendono:
1. Pielpajärvi; la parrocchia di Inari e il centro storico del primo XVIII secolo.
2. Lemmenjoki; Parco Nazionale e zona turistica e d'estrazione d'oro.
3. Parco Nazionale Urho Kekkonen (UK/Parco Nazionale), in parte nel territorio comunale.
4. Hammastunturin erämaa; zona naturale.
5. Kessi; zona naturale selvaggia.
6. Fiume Ivalon, famoso per il trekking e l'estrazione dell'oro.
7. Luttojoki; zona di estrazione dell'oro, al confine.
8. Raja-Jooseppi; Valico di frontiera.
9. Suolisvuono.
10. Pietra di Aaron e Hautuumaasaari Lago Inari.
11. Museo della natura dell'Alta Lapponia e Museo Sami, nel villaggio di Inari.
12. Saamelaiskirkko, villaggio di Inari.
13. Vista di Sovintovaaralla.
14. Statua di Petsamo a Ivalo.
15. Chiesa di Ivalo.
16. Villaggi oggetto di promozione turistica: Laanila, Kiilopää, Kaunispää, Muddusjärvi, Myössäjärvi.

## Cultura di massa
La trilogia di Queste oscure materie, che ha luogo in un mondo alternativo in qualche modo simile al nostro, è caratterizzato da un personaggio di spicco: Serafina Pekkala, che è una strega di una tribù nei pressi del lago Inari.